# Venera 1
Venera 1, ou Station interplanétaire automatique Venus-1 (Avtomatitcheskaïa Mezhplanetnaïa Stantsia), est une sonde spatiale soviétique lancée vers la planète Vénus au tout début de l'ère spatiale. Lancée le 12 février 1961, la sonde devait recueillir des données scientifiques au cours d'un unique survol de la planète. Mais la sonde a été rapidement victime de défaillances de plusieurs de ses composants durant le transit entre la Terre et Vénus et tout contact a été perdu avant que l'objectif soit atteint.

## Conception
En 1959, Sergueï Korolev, responsable du programme spatial soviétique, décide de lancer des sondes vers Mars et Vénus en profitant des opportunités orbitales d'automne 1960 (pour Mars) et début 1961 (pour Vénus), ce qui n'accorde qu'un délai très court pour la mise au point des sondes et de leur lanceur. Les deux sondes seront alors de conception identique, aux instruments embarqués près.
Le lanceur choisi fut une version modifiée de la fusée Molnia à laquelle on ajouta un quatrième étage Bloc L pour l'injection interplanétaire. Une station de poursuite nommée Pluton fut construite à Eupatoria en Crimée. La conception des sondes fut confiée au département no 9 de OKB-1 sous la direction de Gleb Yourievitch Maksimov. Le programme devait produire les sondes martiennes 1M et trois sondes 1VA#1, 1VA#2 et 1VA#3 (non lancée) pour Vénus.
La sonde pesait 643,5 kg et était composée d'un corps cylindrique de 1,05 m de diamètre, surmonté d'un dôme, le tout faisant 2,035 m de hauteur. Deux panneaux solaires de 1 × 1,6 m s'étendaient du corps et alimentaient une série de batteries argent-zinc. Sa température était régulée à 30 °C par des persiennes mobiles et homogénéisée par une circulation d'azote à 1,2 atm.
Une antenne parabolique de 2 m de diamètre en grillage de cuivre devait être déployée à l'approche de Vénus et servir à envoyer les données vers la Terre à 3,75 et/ou 937,5 MHz. Un mât avec une antenne de 2,4 m servait à communiquer en ondes courtes (187,5 MHz) à proximité de la Terre. Des antennes quadripolaires semi-directionnelles étaient disposées au dos des panneaux solaires pour la télémétrie (1 bit/s à 922,8 MHz pendant 90 minutes toutes les 24 heures) et le passage de télécommandes (à 770 MHz et 1/6 bit/s).
Le contrôle d'attitude était asservi par un pointeur solaire assurant l'orientation correcte des panneaux. Pour les phases de communication, la sonde devait tourner sur son axe solaire et s'aligner avec un pointeur optique vers la Terre. De même, pour la correction de trajectoire à mi-course, la sonde aurait dû s'aligner grâce à un pointeur vers Canopus. La correction devait être assurée par un moteur Vernier KDU-414 fonctionnant au mélange UDMH-IRFNA et développant 2 kN de poussée avec une impulsion spécifique de 272 s.
Les équipements scientifiques embarqués comprenaient une sonde magnétométrique tri-axiale sur le mât d'antenne, deux pièges ioniques mesurant le vent solaire, des détecteurs de micrométéorites, des détecteurs de rayonnement cosmique sous forme de deux tubes compteurs Geiger et un scintillateur en iodure de sodium. La sonde devant s'écraser sur sa cible, elle était munie d'une médaille sphérique aux armes de l'URSS.

## Lancement
La mission Spoutnik 7 de lancement de la sonde 1VA#1 le 4 février 1961 se solda par un échec et elle ne reçut donc pas la dénomination Venera. La mission Spoutnik 8 fut lancée dans la foulée le 12 février depuis le pas de tir n°5 du complexe de lancement n°1 du cosmodrome de Baïkonour et correctement mise sur une orbite de 229 × 282 km. Le quatrième étage fut le premier engin à ergols liquides à être allumé en apesanteur et réussit la mise sur trajectoire interplanétaire de la sonde 1VA#2 qui fut alors nommée Venera 1.
Très vite, la sonde présenta des dysfonctionnements de son contrôle d'attitude et dut repasser en mode de réalignement solaire pendant lequel elle était muette. Elle ne réussit alors à communiquer ses mesures télémétriques et scientifiques que le 12 février à 30 000  et   170 000 km, puis le 17 à 1 900 000 km. Aucun autre contact ne fut obtenu par la suite malgré l'assistance de l'observatoire Jodrell Bank.
D'après les dernières télémétries effectuées, on estime qu'elle passa le 19 mai à 100 000 km de Vénus (soit 16,5 fois le rayon vénusien).
Les quelques mesures scientifiques récupérées permirent de confirmer la présence dans l'espace interplanétaire du plasma solaire découvert par Luna 1 à Luna 3 dans l'espace cislunaire.

## Cause de l'échec

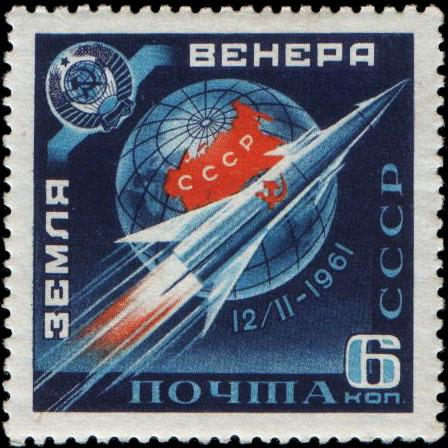
Timbre commémoratif.

Ce fut un échec relatif, car le lancement, l'injection et le passage à 100 000 km sans correction représentaient déjà une prouesse technologique. Une commission d'enquête fut mise en place pour l'analyser. Elle établit qu'il y avait à la base une erreur de conception du fait de rendre la sonde muette pendant son alignement, cette procédure d'économie d'énergie fut retirée dans les missions suivantes basées sur des modèles de sonde 2MV.
La commission attribua la défaillance du pointeur solaire à une surchauffe du capteur ne supportant pas une température supérieure à 80 °C. Or, la régulation thermique, insuffisamment testée (comme le reste des équipements du fait des délais), était conçue pour une moyenne ne tenant pas compte des écarts de température entre les organes.